# Prescott (Washington)
Prescott az Amerikai Egyesült Államok északnyugati részén, Washington állam Walla Walla megyéjében elhelyezkedő város. A 2010. évi népszámlálási adatok alapján 318 lakosa van.
Prescott postahivatala 1881 óta működik. A C. H. Prescottról elnevezett település 1903. március 13-án kapott városi rangot.

## Éghajlat
A város éghajlata félsivatagi sztyeppe (a Köppen-skála szerint BSk).
| Hónap                         | Jan.  | Feb.  | Már.  | Ápr.  | Máj. | Jún. | Júl. | Aug. | Szep. | Okt.  | Nov.  | Dec.  | Év    |
| ----------------------------- | ----- | ----- | ----- | ----- | ---- | ---- | ---- | ---- | ----- | ----- | ----- | ----- | ----- |
| Rekord max. hőmérséklet (°C)  | 20,6  | 23,3  | 28,9  | 33,9  | 38,3 | 42,8 | 42,8 | 45,6 | 40,6  | 33,3  | 26,7  | 20,6  | 45,6  |
| Átlagos max. hőmérséklet (°C) | 5,0   | 7,8   | 11,7  | 15,6  | 20,6 | 24,4 | 30,0 | 30,0 | 24,4  | 17,2  | 8,9   | 4,4   | 16,7  |
| Átlagos min. hőmérséklet (°C) | −2,8  | −1,7  | 1,1   | 3,3   | 7,2  | 10,6 | 13,3 | 12,8 | 8,3   | 3,9   | 0,0   | −3,3  | 4,4   |
| Rekord min. hőmérséklet (°C)  | −30,0 | −30,0 | −16,7 | −11,1 | −7,8 | −6,1 | −1,1 | −2,2 | −8,9  | −13,9 | −23,3 | −31,7 | −31,7 |
| Átl. csapadékmennyiség (mm)   | 58    | 45    | 55    | 44    | 44   | 32   | 12   | 13   | 20    | 39    | 69    | 56    | 487   |
| Forrás: The Weather Channel   |       |       |       |       |      |      |      |      |       |       |       |       |       |

## Népesség
A 2010-es népszámláláskor   lakója,  háztartása és  családja volt. A népsűrűség  fő/km2. A lakóegységek száma , sűrűségük  db/km2. A lakosok       . 
A háztartások %-ában élt 18 évnél fiatalabb. % házas,   % pedig nem család. % egyedül élt; %-uk 65 éves vagy idősebb. Egy háztartásban átlagosan  személy élt; a családok átlagmérete  fő.
A medián életkor  év volt. Lakóinak %-a 18 évesnél fiatalabb, % 18 és 24 év közötti, %-uk 25 és 44 év közötti, %-uk 45 és 64 év közötti, %-uk pedig 65 éves vagy idősebb. A lakosok %-a férfi, %-a pedig nő.

## Fordítás
- Ez a szócikk részben vagy egészben  a   Prescott, Washington című angol Wikipédia-szócikk ezen változatának fordításán alapul.  Az eredeti cikk szerkesztőit annak laptörténete sorolja fel. Ez a jelzés csupán a megfogalmazás eredetét és a szerzői jogokat jelzi, nem szolgál a cikkben szereplő információk forrásmegjelöléseként.